# Walcheren
Walcheren (nizozemska izgovorjava: [ˈʋɑlxərə(n)] () je regija in nekdanji otok v nizozemski provinci Zelandiji ob ustju  estuarija Šelde. Leži med Vzhodno Šeldo na severu in Zahodno Šeldo na jugu in ima približno obliko romba. Dve strani, obrnjeni proti Severnemu morju, sestavljajo sipine, preostalo obalo pa sestavljajo nasipi. Middelburg, glavno mesto pokrajine, leži v središču Walcherena. Vlissingen, 9 km na jugu je glavno pristanišče in tretja občina je Veere.
Prvotno je bil Walcheren otok, toda Sloedam, zgrajen leta 1871 za železnico,  in poldering po drugi svetovni vojni sta ga povezala z (nekdanjim) otokom Zuid-Beveland (Južni Beveland), ki je bil povezan s celinskim Severnim Brabantom  ob Kreekrakdamu (dokončan leta 1867). Veerse Gatdam, dokončan leta 1961, je povezal Walcheren z Noord-Bevelandom (Severnim Bevelandom). 

## Zgodovina

### Rimsko obdobje
Otok Walcheren je bil naseljeno območje že v rimskih časih z naseljem Walachria ali Walichrum kot pomembnim trgovskim mestom. To ime najverjetneje izvira v izrazu Walhaz, imenom, ki so ga Germani uporabljali za Rimljane. Ta kraj je bil verjetno nekje severno od obale Domburga. .  Ta kraj pojasnjuje izvor imena Walcheren. Že v rimskih časih je otok deloval kot izhodišče za ladje, ki so šle v Britanijo. Leta 1514 so na plaži Westkapelle. našli oltarni kamen, posvečen Herkulu Magusanusu.  Kasneje, leta 1647 , so našli ostanke templja, posvečenega boginji  Nehaleniji, ki je bila priljubljena pri tistih, ki so se pogumno podali v vode Severnega morja.  V 3. in 4. stoletju je velik del Zelandije poplavil in območje je ostalo skoraj nenaseljeno.

### Srednji vek
Konec 7. stoletja je Vilibrord pristal na Walcherenu, verjetno blizu starega trgovskega mesta Walichrum. Tu je po izročilu uničil lokalnega idola, nakar ga je napadel čuvaj kipa, a je bil udarec z mečem čudežno odvrnjen. Kasneje sta dve cerkvi na Walcherenu posvečeni Vilibrordu, cerkev Sv. Vilibrorda v Westkapelleju in Vilibrordova cerkev v Oostkapelleju . Cerkev v Westkapelleju je zrasla in postala središče bogoslužja Vilibrorda, cerkev je imela relikvije misijonarja in po legendi naj bi bila na oltarju v cerkvi vidna Vilibrordova kri. Willibrordusput v Zoutelande, ki ga je po legendi ustvaril sam Vilibrord, se prav tako nanaša na prisotnost Vilibrorda na Walcherenu. 
V času Frankovskega cesarstva je obstajala grofija Walcheren kot  "kronska domena", ki so jo upravljali iz ustanovljenih "karolinskih gradov" (karolingenburcht). Med napadom Vikingov leta 837 sta otok branila grof Ekkehard (Eggihard) in vojvoda Hemming, brat Danca Haralda Klaka. Otok je bil izropan, v napadu sta bila ubita Hemming in Ekkehard, povzročeno je bilo veliko uničenje in veliko žrtev. Roparji, ki jih je vodil Hemmingov bratranec Harald mlajši, so pobegnili z bogatim plenom in v ujetništvo odpeljali veliko žensk. 
Za zaščito pred vdori Vikingov so v devetem stoletju v mestih Middelburg, Domburg (Duinburg) in Oost-Souburg (Zuidburg) zgradili obročna obzidja. Na to še danes spominjajo krajevna imena. Zemeljski grad Oost-Souburg je bil obnovljen, grad Middelburg je prepoznaven v načrtu ulic.
Leta 841 je cesar  Lotar I. temu Haraldu dal v fevd Walcheren in Dorestad, da bi pridobil nove zaveznike, kar je vodilo do dolgotrajne prisotnosti Vikingov na območju, ki je bilo takrat del grofije Zahodne Frizije. Walcheren je bil odlična osnova za Haralda. Walcheren je desetletja ostal 'gusarsko gnezdo'. Pomen trgovske naselbine Walcheren je od tega časa močno upadel, dokler se zdi, da ob koncu 9. stoletja ni več pomembna. Iz Walcherena so Vikingi lahko prečkali  v vzhodno Anglijo. Tam so lahko iskali hrano in čakali na ugoden veter. Walcheren je postal sedež danskega vikinga Haralda (841–842), ki je skupaj s svojim bratom Rorikom (842–873) (ali Rorikom Dorestadskim ) v devetem stoletju osvojil tisto, kar je kasneje postalo Holandija. 
Grad v Middelburgu je edini od treh, ki je ostal naseljen. Grad Souburg je bil opuščen v 10. stoletju, grad Domburg pa naj bi bil naseljen šele od 11. stoletja. Slednje zato, ker so se prebivalci starega trgovskega naselja Walacria naselili bolj v notranjost. To ustvarja položaj Middelburga kot osrednjega naselja na Walcherenu. [4]
Leta 925 je bila celotna delta Šelde (Walacra) priključena Nemškemu cesarstvu. "Walachrija-Bevelandija" (ki je pripadala cesarski Flandriji) je bila enota, ki se je kasneje imenovala Zelandija Zahodne Šelde (sedanja regija Srednja Zelandija). Bila je del poročnega darila bodoči cesarici Teofani leta 972 (glej Poročni list cesarice Teofane). To se nanaša na Walacra , ki je pomenilo veliko večji del delte Šelde kot samo Walcheren: zadeva zlasti "Štiri okrožja", medtem ko sedanja Zahodna Šelda še ni bila oblikovana, in zato lahko domnevamo, da je bila sedanja struga tedaj poseljena. Leta 1012 je grof Baldvin IV. Flandrijski postal prvi grof dela območja, ki se je med letoma 1162 in 1189 imenovalo Zelandija/Zeeland. Območje je bilo takrat, kot že omenjeno, znano kot Walachrija-Bevelandija in Middelburg je kmalu po prelomu tisočletja nemški kralj Henrik II. Sveti (973 - 1024) določil za upravno središče . Middelburg je nastal v bližini/v obzidju, ki je bilo zgrajeno okoli leta 880-890 kot srednje mesto med Domburgom (Duinburg) in Souburgom (Zuidburg).
V začetku 11. stoletja je območje leta 1014 prizadel nevihtni val in poplave. Od 11. stoletja naprej so si Zelandijo postopoma povrnili menihi iz Flandrije, zaradi česar je bilo vse manj poplavljenih površin. Številne vasi Walcheren so nastale okoli cerkva, ki jih je ustanovila ena od petih matičnih cerkva. Sprva je bila matična cerkev le cerkev sv. Martina (Sint-Maartenskerk) v Middelburgu, ki se je kasneje razdelila na Zahodnosamostansko cerkev in Severnosamostansko cerkev. Kasneje so cerkve sv. Vilibrorda iz Westkapelle, cerkev Vilibrorda iz Oostkapelle in cerkev Zahodnega Souburga, ustanovljene v začetku 11. stoletja, prav tako postale matične cerkve na Walcherenu.  Vse druge cerkve na Walcherenu so nastale iz teh petih cerkva v poznem 12. in 13. stoletju, kjer okoli so nastale vasi in mesta.  Middelburg je bil prvo mesto v Walchernu, ki je prejelo mestne pravice leta 1217 (morda že prej  ) </ref>.  Nekoliko kasneje, leta 1223, sta sledila Domburg in Westkapelle.  Šele v 14. stoletju sta naslednja mesta Walcherena prejela mestne pravice, Vlissingen leta 1315 [ in Veere leta 1355.  Vlissingen je ustanovil holandski grof Floris V. z gradnjo pristanišča južnem delu otoka leta 1294, kjer je okoli nastalo mesto. Veere je bil ustanovljen istočasno kot Campvere okoli pristanišča za trajekt iz Zanddijka v Campen.
Zaradi dobre dostopnosti po morju se je pomen mest, kot so Middelburg  , Veere  in Vlissingen, od 14. stoletja hitro povečal.

### 16. in 17. stoletje
Otok je igral vlogo pri porazu španske armade leta 1588. Španska flota ni mogla podpirati globokomorskih pristanišč ob celinski strani Rokavskega preliva. Parmski vojvoda je zasedel Antwerpen, globokomorsko pristanišče. Vendar so dostop do tega pristanišča blokirali nizozemski uporniki in angleški borci, ki so zasedli Walcheren. Posledično armade ni bilo mogoče ponovno oskrbeti niti ni mogla poiskati zatočišča v Antwerpnu. Admiral Medina-Sedonia se je soočil z zmanjševanjem zalog in pobegnil proti severu, s čimer je končal grožnjo Angležem.
V skladu s tajno pogodbo iz Doverja, ki sta jo leta 1670 sklenila angleški Karel II. in francoski Ludvik XIV., naj bi Anglija dobila v posest Walcheren in otok Cadzand kot nagrado za pomoč Franciji v takrat grozeči vojni proti Nizozemski republiki. Odpor nizozemske republike je bil veliko močnejši od pričakovanega in je uspel odbiti francosko-angleški napad, Angleži so utrpeli več porazov v pomorski vojni 1672-73 in pogodba ni bila izvedena.

### Napoleonske vojne
Od 30. julija 1809 se je britanska oborožena sila 39.000 mož izkrcala na Walcheren, Walcherenski pohod, da bi pomagala Avstrijcem v njihovi vojni proti Napoleonu in napadla francosko floto, zasidrano v Flisingenu (Vlissingen). Ekspedicija se je spremenila v katastrofo - čeprav se je Flisingen predal, so bili Avstrijci v bitki pri Wagramu v začetku julija že odločilno poraženi in so prosili za mir. Medtem se je francosko ladjevje premaknilo v Antwerpen in Britanci so izgubili več kot 4000 mož zaradi bolezni, imenovane "Walcherenska mrzlica", ki naj bi bila kombinacija malarije in tifusa, pa tudi zaradi sovražnikovih dejanj. Francozi so utrpeli okoli 4000 mrtvih, ranjenih in ujetih. Ko so strateški razlogi za kampanjo izginili in so se razmere poslabšale, so se britanske sile decembra umaknile.

### Druga svetovna vojna
Walcheren, ki se nahaja na strateški lokaciji ob izlivu reke Šelde, je bil ključ, ki je omogočil uporabo globokomorskega pristanišča Antwerpen, ki se nahaja višje navzgor na desnem bregu južnega izliva reke. Med drugo svetovno vojno leta 1940 so se tu odvijali spopadli med nizozemskimi in nemškimi enotami v bitki za Nizozemsko in ponovno leta 1944 v bitki pri Walcherenskemu mostišču, četrti in zadnji fazi bitke na Šeldi. RAF je 3. oktobra 1944  bombardirala morski zid pri Westkapelleju in povzročila poplavo Walcherena. 2. kanadska pehotna divizija je očistila južni Beveland na vzhodu in se 31. oktobra 1944 približala otoku. Načrt je bil prečkati kanal Sloe, vendar so vodilne enote 5. kanadske pehotne brigade ugotovile, da so jurišni čolni neuporabni v globokem blatu kanala. Edina odprta pot je bil 40 metrov široko Walcherensko mostišče, kilometer dolg kopenski most od Južnega Bevelanda do otoka. Kanadska črna straža je 31. oktobra zvečer poslala četo, a so jo ustavili. Calgary Highlanders je poslal dve četi zaporedoma, drugi napad pa je odprl mostišče na otoku. Highlanders so bili na koncu vrženi nazaj, utrpeli so 64 ubitih in ranjenih vojakov. Le Régiment de Maisonneuve jih je zamenjal na nasipu, sledil pa mu je 1. bataljon Glasgow Highlanders britanske 52. pehotne divizije. Medtem so se 1. novembra 1944 britanski komandosi izkrcali v vasi Westkapelle, da bi utišali nemške obalne baterije, ki so gledale nad Šeldo. Amfibijski napad (operacija Infatuate) se je izkazal za uspešnega in do 8. novembra je ves nemški odpor na otoku prenehal.

## Topografija
Topografska karta Walcherena, 2015-2016. Kliknite za povečavo.